# Steenrondbuik
De steenrondbuik (Bradycellus csikii) is een keversoort uit de familie van de loopkevers (Carabidae). De wetenschappelijke naam van de soort werd in 1912 gepubliceerd door József Laczó.